# Tim Thomas (hockeista su ghiaccio)
Timothy James Thomas, detto Tim (Flint, 15 aprile 1974), è un ex hockeista su ghiaccio statunitense che ha giocato nel ruolo di portiere. È noto per aver giocato nella National Hockey League con la squadra dei Boston Bruins.

## Carriera
Ha giocato anche in diversi campionati europei ed ha ricevuto 4 convocazioni agli All Star Games: nel 2008, nel 2009, nel 2011 e nel 2012. Nel 2009 e nel 2011 ha anche vinto il Vezina Trophy, il trofeo assegnato al miglior portiere della lega, e nel 2011 ha vinto la Stanley Cup con i Boston Bruins, oltre ad essere stato nominato miglior giocatore dei playoff, venendo insignito del Conn Smythe Trophy. È il secondo portiere nella storia ad aver vinto Stanley Cup, Vezina Trophy e Conn Smythe Trophy nello stesso anno dopo Bernie Parent nella stagione 1974-1975. Al termine della stagione 2011-2012 decide di lasciare momentaneamente i Bruins, che poi lo cedono ai New York Islanders, con cui non gioca alcuna gara. Dopo un anno di inattività, nel 2013 firma con i Florida Panthers. Dopo aver disputato 40 partite, il 5 marzo 2014 passa ai Dallas Stars in cambio di Dan Ellis, diventando la riserva di Kari Lehtonen.

## Palmarès

### Club
- Stanley Cup: 1

Boston: 2010-2011
- Campionato finlandese: 1

HIFK: 1997-1998

### Individuale
- Conn Smythe Trophy: 1

2011
- Vezina Trophy: 2

2008-2009, 2010-2011
- William M. Jennings Trophy: 1

2008-2009
- NHL First All-Star Team: 2

2008-2009, 2010-2011
- NHL All-Star Game: 4

2008, 2009, 2011, 2012